# ستيف سميث (لاعب اتحاد الرغبي)
ستيف سميث (بالإنجليزية: Steve Smith)‏ هو لاعب اتحاد الرغبي بريطاني، ولد في 18 يوليو 1959.

## وصلات خارجية
- ستيف سميث عل موقع إسبنسكروم (الإنجليزية)